# Anders Bagge
Sven Anders Bagge, noto come Anders Bagge (Stoccolma, 16 gennaio 1968), è un compositore, paroliere e produttore discografico svedese.

## Biografia
Figlio del produttore musicale Sven-Olof Bagge, Anders Bagge si è avvicinato alla musica seguendo il padre nello studio di registrazione e prendendo lezioni di tromba e pianoforte. Ha iniziato a produrre musica all'età di 17 anni. All'inizio degli anni '90 ha fatto parte del gruppo Legacy of Sound, con cui ha pubblicato due album.
Il suo primo successo come cantautore è arrivato nel 1998 con Because of You dei 98 Degrees, certificato disco di platino negli Stati Uniti. Da allora ha scritto e prodotto musica per i Westlife, Janet Jackson, Céline Dion, Madonna, i Santana, Jennifer Lopez, Anastacia, Nick Lachey, Jessica Simpson, Samantha Mumba, Lara Fabian, Enrique Iglesias, gli Ace of Base e Ashley Tisdale. In particolare, ha vinto un premio alla miglior canzone pop ai BMI London Award per All Nite (Don't Stop) di Janet Jackson, artista per la quale ha dimostrato grande ammirazione.
Anders Bagge ha fatto parte della giuria del talent show svedese Idol per dodici edizioni dal 2008 al 2015 e ancora dal 2017 al 2021; nel 2009 e nel 2010 è stato inoltre giurato in entrambe le stagioni di Made in Sweden.
È coautore dei brani Drip Drop di Safura e When the Music Dies di Sabina Babayeva, che hanno rappresentato l'Azerbaigian all'Eurovision Song Contest rispettivamente nel 2010 e nel 2012, arrivando rispettivamente al 5º e al 4º posto alla manifestazione.
Anders Bagge è stato selezionato da SVT per partecipare al Melodifestivalen 2022, festival musicale che funge da selezione svedese per l'Eurovision Song Contest, con il brano Bigger than the Universe, il suo singolo di debutto come cantante. Nella finale dell'evento, il cantante si è classificato al 2º posto, risultando il vincitore del televoto.

## Discografia

### Album
- 1987 – Music Volcano Vol. 1

### Singoli
- 2022 – Bigger than the Universe

#### Come artista ospite
- 2011 – Du säger du älskar mig (Supermarkets feat. Medina & Anders Bagge)